# Josef Holeček
Josef Holeček (Říčany, Txecoslovàquia 1921 - Praga, República Txeca 2005) fou un piragüista txecoslovac, guardonat amb dues medalles olímpiques.

## Biografia
Va néixer el 25 de gener de 1921 a la ciutat de Říčany, població situada a l'actual regió de Bohèmia Central, que en aquells moments formava part de Txecoslovàquia i que avui en dia forma part de la República Txeca.
Va morir el 20 de febrer de 2005 a la ciutat de Praga.

## Carrera esportiva
Va participar, als 27 anys, en els Jocs Olímpics d'Estiu de 1948 celebrats a Londres (Regne Unit), on aconseguí guanyar la medalla d'or en la prova masculina del C-1 1000 metres. En els Jocs Olímpics d'Estiu de 1952 realitzats a Hèlsinki (Finlàndia) aconseguí repetir el metall.
Al llarg de la seva carrera aconseguí guanyar 2 medalles en el Campionat del Món de piragüisme.